# Saccharata capensis
Saccharata capensis är en svampart som beskrevs av Crous, Marinc. & M.J. Wingf. 2008. Saccharata capensis ingår i släktet Saccharata och familjen Botryosphaeriaceae.   Inga underarter finns listade i Catalogue of Life.